# Tipula (Platytipula) insulicola
Tipula (Platytipula) insulicola is een tweevleugelige uit de familie langpootmuggen (Tipulidae). De soort komt voor in het Palearctisch gebied.